# Henrik Backas
Henrik Gustafsson Backas, född 7 augusti 1847 i Lappträsk, död där 1 augusti 1913, var en finländsk häradsdomare. Han var far till Gustaf Backas. 
Backas innehade Backas hemman i Lappträsk och tjänstgjorde som nämndeman under en lång följd av år. Som medlem i den stora deputationen 1899 invaldes han i den delegation som mottogs i audiens av stadsprefekten general Nikolai Clayhills. Vid avskedet räckte denne handen endast åt ordföranden och åt Backas, vilket gav anledning till skämtet om "jätten från Östra Nyland" och hans historiska handtryckning.